# Grand Prix Wielkiej Brytanii 1949
Grand Prix Wielkiej Brytanii 1949 (oryg. II British Grand Prix) – jeden z wyścigów Grand Prix rozegranych w 1949 roku, a pierwszy spośród tzw. Grandes Épreuves.

## Lista startowa
Na niebieskim tle kierowcy, którzy nie wzięli udziału w kwalifikacjach, lecz współdzielili samochód w czasie wyścigu
| Nr | Kierowca                   | Zespół              | Samochód         | Silnik       |   |
| -- | -------------------------- | ------------------- | ---------------- | ------------ | - |
| 1  | Prince Bira                | prywatny            | Maserati 4CLT/48 | Maserati L4s | ? |
| 2  | Emmanuel de Graffenried    | prywatny            | Maserati 4CLT/48 | Maserati L4s | ? |
| 3  | Tony Rolt                  | prywatny            | Alfa Romeo B     | Alfa Romeo   | ? |
| 4  | Raymond Mays               | T. Vandervell       | Ferrari 125      | Ferrari V12s | ? |
| 4  | Ken Richardson             | T. Vandervell       | Ferrari 125      | Ferrari V12s | ? |
| 5  | Bob Ansell                 | prywatny            | Maserati 4CM     | Maserati L4s | ? |
| 6  | Geoff Ansell               | prywatny            | ERA B            | ERA L6s      | ? |
| 6  | Brian Shawe-Taylor         | prywatny            | ERA B            | ERA L6s      | ? |
| 7  | Bob Gerard                 | Bob Gerard Racing   | ERA B            | ERA L6s      | ? |
| 8  | David Hampshire            | prywatny            | ERA B            | ERA L6s      | ? |
| 8  | Billy Cotton               | prywatny            | ERA B            | ERA L6s      | ? |
| 9  | David Murray               | prywatny            | Maserati 4CL     | Maserati L4s | ? |
| 10 | Reg Parnell                | Scuderia Ambrosiana | Maserati 4CLT/48 | Maserati L4s | ? |
| 11 | Fred Ashmore               | Scuderia Ambrosiana | Maserati 4CLT/48 | Maserati L4s | ? |
| 12 | Luigi Villoresi            | Scuderia Ambrosiana | Maserati 4CLT/48 | Maserati L4s | ? |
| 15 | Louis Chiron               | SFACS Ecurie France | Talbot-Lago T26C | Talbot L6    | ? |
| 16 | Louis Rosier               | prywatny            | Talbot-Lago T26C | Talbot L6    | ? |
| 17 | Yves Giraud-Cabantous      | prywatny            | Talbot-Lago T26C | Talbot L6    | ? |
| 18 | George Abecassis           | prywatny            | Alta GP          | Alta L4s     | ? |
| 19 | Johnny Claes               | Ecurie Belge        | Talbot-Lago T26C | Talbot L6    | ? |
| 20 | George Nixon               | prywatny            | ERA A            | ERA L6s      | ? |
| 21 | Peter Whitehead            | Scuderia Ferrari    | Ferrari 125      | Ferrari V12s | ? |
| 21 | Dudley Folland             | Scuderia Ferrari    | Ferrari 125      | Ferrari V12s | ? |
| 22 | Duncan Hamilton            | prywatny            | Maserati 6CM     | Maserati L6s | ? |
| 22 | Philip Fotheringham-Parker | prywatny            | Maserati 6CM     | Maserati L6s | ? |
| 24 | Philippe Étancelin         | prywatny            | Talbot-Lago T26C | Talbot L6    | ? |
| 25 | Roy Salvadori              | prywatny            | Maserati 4CL     | Maserati L4s | ? |
| 26 | Anthony Baring             | prywatny            | Maserati 4CM     | Maserati L4  | ? |
| 27 | John Bolster               | P.H. Bell           | ERA B            | ERA L6s      | ? |
| 28 | Peter Walker               | P.N. Whitehead      | ERA B            | ERA L6s      | ? |
| ?  | Cuth Harrison              | ?                   | ?                | ?            | ? |
| Nr | Kierowca                   | Zespół              | Samochód         | Silnik       |   |

## Wyniki

### Kwalifikacje
Źródło: silhouet.com
| Poz. | Nr | Kierowca                | Konstruktor        | Czas   | Poz. s. |
| ---- | -- | ----------------------- | ------------------ | ------ | ------- |
| 1    | 12 | Luigi Villoresi         | Maserati           | 2:09,8 | 1       |
| 2    | 1  | Prince Bira             | Maserati           | 2:10,2 | 2       |
| 3    | 28 | Peter Walker            | ERA                | 2:13,2 | 3       |
| 4    | 2  | Emmanuel de Graffenried | Maserati           | 2:13,6 | 4       |
| 5    | 7  | Bob Gerard              | ERA                | 2:14,4 | 5       |
| 6    | 10 | Reg Parnell             | Maserati           | 2:14,8 | 6       |
| 7    | 3  | Tony Rolt               | Alfa Romeo         | 2:15,8 | 7       |
| 8    | 24 | Philippe Étancelin      | Talbot-Lago-Talbot | 2:15,8 | 8       |
| 9    | 31 | Cuth Harrison           | ERA                | 2:16,4 | 9       |
| 10   | 8  | David Hampshire         | ERA                | 2:17,2 | 10      |
| 11   | 17 | Yves Giraud-Cabantous   | Talbot-Lago-Talbot | 2:17,4 | 11      |
| 12   | 18 | George Abecassis        | Alta               | 2:17,6 | 12      |
| 13   | 5  | Geoff Ansell            | ERA                | 2:18,0 | 13      |
| 14   | 21 | Peter Whitehead         | Ferrari            | 2:18,4 | 14      |
| 15   | 15 | Louis Chiron            | Talbot-Lago-Talbot | 2:19,2 | 15      |
| 16   | 27 | John Bolster            | ERA                | 2:20,0 | 16      |
| 17   | 11 | Fred Ashmore            | Maserati           | 2:20,8 | 17      |
| 18   | 19 | Johnny Claes            | Talbot-Lago-Talbot | 2:22,2 | 18      |
| 19   | 4  | Raymond Mays            | Ferrari            | 2:24,6 | 19      |
| 20   | 16 | Louis Rosier            | Talbot-Lago-Talbot | 2:25,2 | 20      |
| 21   | 26 | Anthony Baring          | Maserati           | 2:27,0 | 21      |
| 22   | 22 | Duncan Hamilton         | Maserati           | 2:29,0 | 22      |
| 23   | 25 | Roy Salvadori           | Maserati           | 2:29,2 | 23      |
| 24   | 20 | George Nixon            | ERA                | 2:29,8 | 24      |
| 25   | 9  | David Murray            | Maserati           | 2:30,4 | 25      |
| Poz. | Nr | Kierowca                | Konstruktor        | Czas   | Poz. s. |

### Wyścig
Źródło: statsf1
| P                                                     | + / – | Nr | Kierowca                                   | Konstruktor        | Okr. | Czas / Strata   | Komentarz           |
| ----------------------------------------------------- | ----- | -- | ------------------------------------------ | ------------------ | ---- | --------------- | ------------------- |
| 1                                                     | 3     | 2  | Emmanuel de Graffenried                    | Maserati           | 100  | 3:52:50,2       |                     |
| 2                                                     | 3     | 7  | Bob Gerard                                 | ERA                | 100  | 1:05,2          |                     |
| 3                                                     | 17    | 16 | Louis Rosier                               | Talbot-Lago-Talbot | 99   | +1 okr          |                     |
| 4                                                     | 6     | 8  | David Hampshire Billy Cotton               | ERA                | 99   | +1 okr          | bolid współdzielony |
| 5                                                     | 3     | 24 | Philippe Étancelin                         | Talbot-Lago-Talbot | 97   | +3 okr          |                     |
| 6                                                     | 11    | 11 | Fred Ashmore                               | Maserati           | 97   | +3 okr          |                     |
| 7                                                     | 5     | 18 | George Abecassis                           | Alta               | 96   | +4 okr          |                     |
| 8                                                     | 6     | 21 | Peter Whitehead Dudley Folland             | Ferrari            | 95   | +5 okr          | bolid współdzielony |
| 9                                                     | 4     | 6  | Geoff Ansell Brian Shawe-Taylor            | ERA                | 94   | +6 okr          | bolid współdzielony |
| 10                                                    | 8     | 19 | Johnny Claes                               | Talbot-Lago-Talbot | 92   | +8 okr          |                     |
| 11                                                    | 11    | 22 | Duncan Hamilton Philip Fotheringham-Parker | Maserati           | 92   | +8 okr          | bolid współdzielony |
| Niesklasyfikowani                                     |       |    |                                            |                    |      |                 |                     |
|                                                       |       | 4  | Raymond Mays Ken Richardson                | Ferrari            | 82   | Wypadek         | bolid współdzielony |
|                                                       |       | 10 | Reg Parnell                                | Maserati           | 69   | Skrzynia biegów |                     |
|                                                       |       | 25 | Roy Salvadori                              | Maserati           | 65   | Zawór           |                     |
|                                                       |       | 9  | David Murray                               | Maserati           | 64   | Silnik          |                     |
|                                                       |       | 27 | John Bolster                               | ERA                | 53   | Wypadek         |                     |
|                                                       |       | 28 | Peter Walker                               | ERA                | 50   | Hamulce         |                     |
|                                                       |       | 1  | Prince Bira                                | Maserati           | 47   | Kolizja         |                     |
|                                                       |       | 15 | Louis Chiron                               | Talbot-Lago-Talbot | 41   | Silnik          |                     |
|                                                       |       | 17 | Yves Giraud-Cabantous                      | Talbot-Lago-Talbot | 39   | Wyciek oleju    |                     |
|                                                       |       | 26 | Anthony Baring                             | Maserati           | 39   | Wyciek wody     |                     |
|                                                       |       | 12 | Luigi Villoresi                            | Maserati           | 36   | Silnik          |                     |
|                                                       |       | 31 | Cuth Harrison                              | ERA                | 25   | ?               |                     |
|                                                       |       | 20 | George Nixon                               | ERA                | 16   | Doładowanie     |                     |
|                                                       |       | 3  | Tony Rolt                                  | Alfa Romeo         | 15   | Tylna oś        |                     |
| Nie wystartowali / niedopuszczeni do ponownego startu |       |    |                                            |                    |      |                 |                     |
|                                                       |       | 5  | Bob Ansell                                 | Maserati           |      |                 |                     |
| P                                                     | + / – | Nr | Kierowca                                   | Konstruktor        | Okr. | Czas / Strata   | Komentarz           |

### Najszybsze okrążenie
Źródło: silhouet.com
| Nr | Kierowca    | Konstruktor | Czas   | Okr. |
| -- | ----------- | ----------- | ------ | ---- |
| 1  | Prince Bira | Maserati    | 2:10,4 |      |